# Anastathes parallela
Anastathes parallela är en skalbaggsart som beskrevs av Stefan von Breuning 1956. Anastathes parallela ingår i släktet Anastathes och familjen långhorningar. Inga underarter finns listade i Catalogue of Life.